# Felsritzungen von Lordenshaw

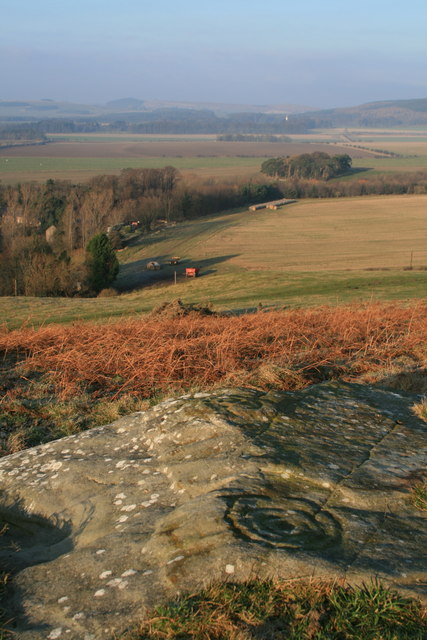
Felsritzungen von Lordenshaw

Die Felsritzungen von Lordenshaw liegen südlich von Rothbury in Northumberland in England. Es gibt über 100 Aufschlüsse mit Cup-and-Ring-Markierungen, was Lordenshaw zur größten Konzentration von Felskunst in Northumberland, vielleicht sogar ganz Großbritanniens macht.
Das Sandsteingebirge, auf dem Lordenshaw liegt, liegt nordöstlich der Simonside-Dove-Crags-Hügelkette. Die markante Erweiterung der Simonside Hills besteht aus Sandstein, mit einer dünnen, sauren Erdschicht. Es gibt Flecken von leuchtend orangem Boden, die von Kaninchen aufgewühlt werden und dunkelgraue Erde.
Das Gebiet besitzt archäologische Fundplätze aus verschiedenen Perioden. Die Räumung eines Großteils des Landes zur „Verbesserung“ des Getreideanbaus und der Steinabbau müssen einiges an Oberflächenarchäologie zerstört haben. Es ist wahrscheinlich, dass auch ein großer Teil der Felskunst verloren ging. Die ältesten Merkmale sind viele großflächig verteilte Aufschlüsse mit Cup-and-Ring-Markierungen, die der Jungsteinzeit angehören. Die Motive variieren von einfachen zu komplexeren Schälchen mit Ringen und Rillen. Es gibt ein charakteristisches regionales Phänomen langer Rillen, die der Neigung auf der Ostseite des Hügels folgen.
Es ist unmöglich, Petroglyphen zu datieren, aber in diesem Gebiet wurden drei frühbronzezeitliche Cairns auf markierten Felsen errichtet. Dies zeigt, dass die Felsritzungen bereits von Bedeutung waren, bevor die Cairns errichtet wurden. Sie sind also entweder zeitgenössisch oder älter.
In der Nähe liegen die Cairns und das Hillfort von Lordenshaw.